# اسپیل مگزین
اسپیل مگزین یک مجله اینترنتی کانادایی است که در میسیساگا، انتاریو واقع شده است. اخبار موسیقی، مصاحبه‌های گروه، بررسی آلبوم‌ها و بررسی کنسرت‌های زنده از هنرمندان مستقل و جریان اصلی را در ژانرها و مکان‌های مختلف منتشر می‌کند. همچنین نقدهای برگزیده فیلم و کتاب را ارائه می‌دهد.
این وب سایت در آوریل ۱۹۹۴ توسط آروین کاشیاپ که در آن زمان دی‌جی برای ایستگاه رادیویی دانشگاه تورنتو میسیساگا ، CFRE 91.9 FM بود، تأسیس شد.  مجله اسپیل اولین شماره خود را در ۲۰ می ۱۹۹۴ به صورت دیجیتالی از طریق بی‌بی‌اس و از طریق یوزنت منتشر کرد. همچنین از طریق لیست پست‌سپاری و همچنین به صورت فیزیکی از طریق دورنگار و فلاپی‌دیسک توزیع شد.  این نشریه به‌عنوان یک نشریه دیجیتال ماهانه ادامه یافت،  تا اینکه در ۱۸ مارس ۱۹۹۹ به نام دامنه .com خود منتقل شد و در آن زمان به یک نشریه روزانه تبدیل شد.